# Георг Вилхелм фон Лайнинген-Вестербург
Георг Вилхелм фон Лайнинген-Вестербург (на немски: Georg Wilhelm von Leiningen-Westerburg; * 10 февруари 1619; † 22 ноември 1695) е граф на Лайнинген-Вестербург.
Той е вторият син на граф Кристоф фон Лайнинген-Вестербург (1575 – 1635) и втората му съпруга графиня Филипа Катарина Валпургис фон Вид (1595 – 1647), дъщеря на граф Вилхелм IV фон Вид (1560 – 1612). Полусестра му Маргарета Елизабет (1604 – 1667) се омъжва 1622 г. за ландграф Фридрих I фон Хесен-Хомбург (1585 – 1638).
През 1637 г. той наследява по-големия си бездетен брат Филип Лудвиг фон Лайнинген-Вестербург (1617 – 1637). Той умира на 22 ноември 1695 г. на 76 години.

## Фамилия
Георг Вилхелм се жени на 7 май 1644 г. в Шваленберг за графиня София Елизабет фон Липе-Детмолд (* 31 март 1626; † 23 август 1688), дъщеря на граф Симон VII фон Липе и втората му съпруга графиня Мария Магдалена фон Валдек-Вилдунген. Те имат 10 сина и 9 дъщери:
- Вилхелм Христиан (1645 – 1649)
- Симон Филип (1646 – 1676, убит в дуел в Грюнщат)
- Йохана Валпургис (1647 – 1687), омъжена на 29 януари 1672 г. в Хале за херцог Август фон Саксония-Вайсенфелс (1614 – 1680)
- Фридрих Вилхелм (1648 – 1688), граф на Лайнинген-Вестербург, губернатор на Касел, женен на 10 ноември 1676 г. за София Терезия фон Ронов-Биберщайн (1660 – 1694)
- Мария Кристиана (1650 – 1740), омъжена на 22 октомври 1673 г. в Лобенщайн за граф Хайнрих III Ройс-Лобенщайн (1648 – 1710)
- София Магдалена (1651 – 1726), омъжена на 12 януари 1668 г. в Хартенщайн за граф Ото Лудвиг фон Шьонбург-Хартенщайн (1643 – 1701)
- Карл Лудвиг (1652 – 1652)
- Елизабет Елеонора (1653 – 1653)
- Йохан Антон (1655 – 1698), граф на Лайнинген-Вестербург, женен на 13 февруари 1692 г. за Христина Луиза фон Сайн-Витгенщайн (1673 – 1745)
- Христоф Христиан (1656 – 1728), женен на 6 юни или 8 юни 1678 г. за графиня Юлиана Елизабет фон Липе-Бистерфелд (1656 – 1709)
- Хайнрих Адолф (1657 – 1658)
- Йохана Елизабет (1659 – 1708), омъжена I. 1676 г. за граф Георг Херман Райнхард фон Вид (1640 – 1690), II. 1692 г. за граф Дитрих Адолф фон Метерних-Винебург-Байлщайн († 1695)
- Анна Августа (1660 – 1674)
- Георг Лудвиг (1662 – 1662)
- Ангелика Катарина (* 1663), омъжена за граф Густав Адолф фон Вазаборг (1653 – 1732)
- Хайнрих Христиан Фридрих Ернст (1665 – 1702), женен на 20 юли 1681 г. за Албертина Елизабет фон Сайн-Витгенщайн (1661 – 1716)
- Георг II Карл Рудолф (1666 – 1726), женен I. на 27 май 1684 г. за графиня Анна Елизабет Вилхелмина фон Бентхайм-Текленбург (1641 – 1696), II. 1697 г. за фрайин Анна Магдалена фон Боденхаузен (1660 – 1709), III. на 23 февруари 1711 г. в Августенбург, Дания за графиня Маргарета Христиана Августа фон Гилдевнльов-Данескийолд-Лаурвиг (1694 – 1761)
- Юлиана Елеонора (1667 – 1742), омъжена 1683 г. за граф Франц Фердинанд фон Метерних-Винебург-Байлщайн (1653 – 1719)
- Маргарета Сибила (1669 – 1669)